# Kanatbek Begalijew
Kanatbek „Kanat“ Kubatbekowitsch Begalijew (russisch Канатбек Бегалиев; * 14. Februar 1984 in Talas, Kirgisische SSR) ist ein kirgisischer Ringer. Er gewann bei den Olympischen Spielen 2008 in Peking eine Silbermedaille im griechisch-römischen Stil im Leichtgewicht.

## Werdegang
Kanatbek Begalijew begann als Jugendlicher 1997 mit dem Ringen. Nachdem sein großes Talent erkannt worden war, wurde er an das Ringer-Centrum in Bischkek delegiert. Dort wird er von Emil Taschanowitsch Alykulow und Mairambek Janilowitsch Achmedow trainiert. Er ringt nur im griechisch-römischen Stil. Er ist zurzeit Student, widmet sich aber hauptsächlich dem Ringen.
Die internationale Karriere von Kanatbek Begalijew begann bereits 1999, als er bei der Junioren-Weltmeisterschaft in Nyköbing bei den Cadets (= Altersgruppe bis 16 Jahre) in der Gewichtsklasse bis 46 kg Körpergewicht teilnahm und auf einen guten 5. Platz kam. Ein Jahr später wurde er in Hamadan/Iran Asienmeister bei den Junioren (Cadets) im Fliegengewicht vor dem Kasachen Dauren Bayakmetow und dem Inder Sarup Singh.
Bei den Asienmeisterschaften der Junioren (Cadets, Juniors) 2001 und 2002 in Teheran und Maschhad/Iran belegte er im Bantam- bzw. Federgewicht jeweils den 2. Platz. 2003 startete er dann in Neu-Delhi erstmals bei einer Asienmeisterschaft der Senioren. Im Leichtgewicht kam er dabei hinter Parviz Zaidvand aus dem Iran und Gurbinder Singh aus Indien auf den 3. Platz. Weniger gut lief es für ihn bei der Junioren-Weltmeisterschaft 2003 in Istanbul, denn er verlor dort in der 3. Runde gegen Seref Tüfenk aus der Türkei, womit er ausschied und nur den 11. Platz belegte. Er wurde trotzdem bei der Weltmeisterschaft im französischen Créteil eingesetzt, musste dort aber wiederum Lehrgeld bezahlen, denn er verlor nach einem Sieg über Georgios Bukis aus Griechenland erneut gegen Parivz Zaidvand und den routinierten Armen Wardanjan aus der Ukraine und landete abgeschlagen auf dem 18. Platz.
Er ließ sich davon aber nicht entmutigen und qualifizierte sich 2004 mit einem 3. Platz beim Olympia-Qualifikations-Turnier in Taschkent für die Teilnahme an den Olympischen Spielen in Athen. In Athen verlor er wiederum gegen Parviz Zaidvand und siegte über Moisés Sánchez aus Spanien. Nach diesen zwei Kämpfen war für ihn aber Endstation. Er kam schließlich auf den 11. Platz.
Der große Durchbruch gelang Kanatbek Begaliew dann im Jahre 2006. Nach einem 3. Platz im Leichtgewicht bei der Studenten-Weltmeisterschaft in Ulaanbaatar hinter Cebi Selcuk aus der Türkei und Ali Mohammadi aus dem Iran kam er bei der Weltmeisterschaft in Guangzhou mit Siegen über Gurbinder Singh aus Indien und Justin Harry Lester aus den Vereinigten Staaten sowie den beiden Ex-Weltmeistern Nikolai Gergow aus Bulgarien und Şeref Eroğlu aus der Türkei in das Finale, in dem er sich allerdings dem Chinesen Li Yanyan geschlagen geben musste.
2007 wurde Kanatbek Begaliew im heimischen Bischkek Asienmeister im Leichtgewicht. Im Finale bezwang er dabei den Olympiasieger von 2004 Jang Ji-hyun aus Südkorea. Einen Rückschlag erlitt er allerdings bei der Weltmeisterschaft dieses Jahres in Baku, denn er verlor bereits in seinem zweiten Kampf gegen den Armenier Arman Adikjan und kam nur auf den 13. Platz.
2008 gelang es ihm in Jeju/Südkorea nicht seinen Asienmeistertitel von 2007 zu verteidigen, weil er im Finale dieser Meisterschaft gegen den Südkoreaner Kim Min-chul nach Punkten verlor. Dafür gelang es ihm sich mit einem 3. Platz bei Olympia-Qualifikations-Turnier in Ostia bei Rom für die Olympischen Spiele in Peking zu qualifizieren. In Peking siegte er über Jake Deitchler aus den Vereinigten Staaten, den Vize-Weltmeister von 2003 Armen Wardanjan aus der Ukraine und Nikolai Gergow nach Punkten. Im Finale verlor er aber ziemlich deutlich mit 1:6 techn. Punkten gegen den alle Fachleute überraschenden Franzosen Steeve Guénot, der damit Olympiasieger wurde. Der Gewinn der Silbermedaille war aber für Kanatbek Begaliew ein großer Erfolg.
In den Jahren 2009 und 2010 schied Kanatbek Begaliew bei den Weltmeisterschaften jeweils schon nach der 1. Runde nach Niederlagen gegen Péter Bácsi, Ungarn u. Wassif Arzimanov, Türkei, aus und kam nur auf den 28. bzw. 24. Platz. Bei der Weltmeisterschaft 2011 in Istanbul siegte er in seinen ersten drei Kämpfen und schlug dabei auch den Olympiasieger von 2008 Steeve Guénot, aber dann verlor er gegen Justin Harry Lester aus den Vereinigten Staaten, schied aus und kam nur auf den 8. Platz. Dieser Platz reichte nicht aus, um sich für die Olympischen Spiele 2012 in London zu qualifizieren. Diese Qualifikation versuchte er dann 2012 sich in drei Turnieren zu erkämpfen. In Astana belegte er den 3. Platz, in Taiyuan/China, den 7. Platz und in Helsinki wieder den 3. Platz. Keine dieser Platzierungen reichte für die Qualifikation aus, wenngleich er in Astana und in Helsinki die Qualifikations-Kriterien jeweils nur um einen Platz verfehlte.

## Internationale Erfolge
| Jahr | Platz  | Wettbewerb                                                  | Gewichtskl.  | Ergebnis |
| 1999 | 5.     | Junioren-WM (Cadets) in Nyköbing                            | bis 46 kg KG | hinter Dauren Bayakmetow, Kasachstan, Lajos Adam, Ungarn, Farhad Alizadeh, Iran u. Seref Ayrata, Türkei, vor Heinz Marnette, Deutschland             |
| 2000 | 1.     | Asiatische Juniorenmeisterschaft (Cadets) in Hamadan/Iran   | Fliegen      | vor Dauren Bayakmetow, Sarup Singh, Indien u. Farhad Alizadeh                                                                                        |
| 2001 | 2.     | Asiatische Juniorenmeisterschaft (Cadets) in Teheran        | Bantam       | hinter Habibollah Akhlaghi, Iran, vor Ali Mohammadi, Iran u. Ajay Kumar, Indien                                                                      |
| 2002 | 2.     | Asiatische Juniorenmeisterschaft (Juniors) in Maschhad/Iran | Feder        | hinter Moshen Sedighi, Iran, vor Mohammed Bashar, Irak und Park Dae-gyun, Südkorea                                                                   |
| 2003 | 3.     | Asienmeisterschaft in Neu-Delhi                             | Leicht       | hinter Parviz Zaidvand, Iran u. Gurbinder Singh, Indien, vor Bachodyr Kurbanow, Usbekistan u. Kkhitar Manukjan, Kasachstan                           |
| 2003 | 11.    | Junioren-WM (Juniors) in Istanbul                           | Leicht       | mit Siegen über Cedric Lafon, Frankreich u. Jesper Antonie Coetzer, Namibia u. einer Niederlage gegen Seref Tüfenk, Türkei                           |
| 2003 | 18.    | WM in Créteil/Frankreich                                    | Leicht       | mit einem Sieg über Georgios Bukis, Griechenland u. Niederlagen gegen Parvisz Zaidvand und Armen Wardanjan, Ukraine                                  |
| 2004 | 7.     | Olympia-Qualif.-Turnier in Novi Sad                         | Leicht       | Sieger: Nikolai Gergow, Bulgarien vor Parviz Zaidvand                                                                                                |
| 2004 | 3.     | Olympia-Qualif.-Turnier in Ostia                            | Leicht       | hinter Juan Luis Marén, Kuba und Moisés Sánchez, Spanien                                                                                             |
| 2004 | 11.    | OS in Athen                                                 | Leicht       | nach einer Niederlage gegen Parviz Zaidvand und einem Sieg über Moisés Sánchez                                                                       |
| 2006 | 3.     | Studenten-WM in Ulaanbaatar                                 | Leicht       | hinter Cebi Selcuk, Türkei und Ali Mohammadi, Iran, gemeinsam mit Ashkat Dilmuchamedow, Kasachstan                                                   |
| 2006 | 2.     | WM in Guangzhou                                             | Leicht       | mit Siegen über Gurbinder Singh, Justin Harry Lester, USA, Nikolai Gergow und Şeref Eroğlu, Türkei und einer Niederlage gegen Li Yanyan, China       |
| 2006 | 7.     | Asienspiele in Doha                                         | Leicht       | mit einem Sieg über Mohammed Al Faoure, Syrien u. Niederlagen gegen Kim Min-chul, Südkorea u. Qiao Huameng, China                                    |
| 2007 | 2.     | Stanislaus-Pytlasinksi-Turnier in Warschau                  | Welter       | hinter Dmytro Pyschkow, Ukraine, vor Christophe Guénot, Frankreich u. Igor Abdulow, Aserbaidschan                                                    |
| 2007 | 1.     | Asienmeisterschaft in Bischkek                              | Leicht       | vor Yang Ju-hyun, Südkorea, Ali Mohammadi u. Qiao Huanmeng                                                                                           |
| 2007 | 13.    | WM in Baku                                                  | Leicht       | mit einem Sieg über Hamza Louati, Tunesien u. einer Niederlage gegen Arman Adikjan, Armenien                                                         |
| 2008 | 2.     | Asienmeisterschaft in Jeju/Südkorea                         | Leicht       | hinter Kim Min-chul, Südkorea, vor Masako Imuro, Japan u. Kim Kum Chol, Nordkorea                                                                    |
| 2008 | 3.     | Olympia-Qualif.-Turnier in Ostia                            | Leicht       | hinter Sergei Kowalenko, Russland u. Ali Mohammadi, vor Michail Semenow, Weißrussland u. Tiziano Corriga, Italien                                    |
| 2008 | Silber | OS in Peking                                                | Leicht       | mit Siegen über Jake Deitchler, USA, Armen Wardanjan u. Nikolai Gergow u. einer Niederlage gegen Steeve Guénot, Frankreich                           |
| 2009 | 28.    | WM in Herning/Dänemark                                      | Welter       | nach einer Niederlage gegen Péter Bácsi, Ungarn |
| 2010 | 24.    | WM in Moskau                                                | Leicht       | nach einer Niederlage gegen Wassif Arzimanov, Türkei                                                                                                 |
| 2011 | 7.     | Yadegar-Imam-Cup in Qom                                     | Welter       | Sieger: Mohsen Ghasemi, Iran vor Emrah Kus, Türkei, Hadi Alizadeh Pournia und Masoud Rashidian, alle Iran                                            |
| 2011 | 5.     | Asien-Meisterschaft in Taschkent                            | Welter       | hinter Mohsen Ghasemi, Kim Jin-hyeok, Südkorea, Aschkat Dilmuchamedow, Kasachstan und Asisbek Murodow, Usbekistan                                    |
| 2011 | 3.     | "Wladiyslaw-Pytlasinski"-Memorial in Radom                  | Leicht       | hinter Ambako Watschadse, Russland und Achiko Turmanidse, Georgien                                                                                   |
| 2011 | 8.     | WM in Istanbul                                              | Leicht       | nach Siegen über Sandeep Yadav, Indien, Sharur Wardanjan, Schweden und Steeve Guénot, Frankreich und einer Niederlage gegen Justin Harry Lester, USA |
| 2012 | 3.     | Olympia-Qualif.-Turnier in Astana                           | Leicht       | hinter Darchan Bajachmedow, Kasachstan und Tsutomu Fujimara, Japan, gemeinsam mit Xie Zen, China                                                     |
| 2012 | 7.     | Olympia-Qualif.-Turnier in Taiyuan/China                    | Leicht       | Sieger: Tamas Lörincz, Ungarn vor Pascal Strebel, Schweiz                                                                                            |
| 2012 | 3.     | Olympia-Qualif.-Turnier in Helsinki                         | Leicht       | hinter Yüksel Atakan, Türkei und Howhannes Wardereschjan, Armenien, gemeinsam mit Alan Dschakajew, Ukraine                                           |

## Erläuterungen
- alle Wettbewerbe im griechisch-römischen Stil
- OS = Olympische Spiele, WM = Weltmeisterschaft
- Fliegengewicht bis 54 kg, Bantamgewicht bis 58 kg, Federgewicht bis 63 kg (in den Jahren bis 2001), Leichtgewicht, bis 66 kg und Weltergewicht bis 74 kg Körpergewicht (seit 2002)